# Mediengruppe Telekommander
Mediengruppe Telekommander est un groupe allemand d'electropunk, hip-hop, et rock alternatif, actif entre 2001 et 2012.

## Histoire

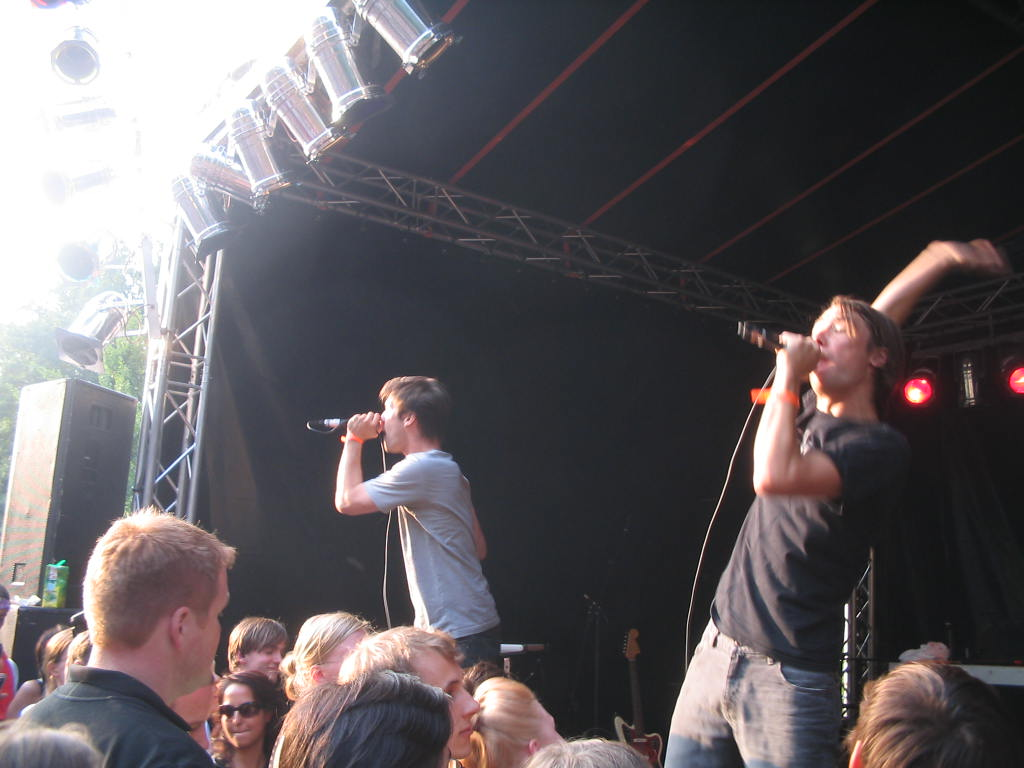
Mediengruppe Telekommander auf au Juicy Beats Festival 2006 de Dortmund le 29 juillet 2006.

Mandl et Zwietnig se rencontrent en 1998 lors d'un voyage en train de Berlin à Salzbourg et décident de faire de la musique ensemble,. Dans un premier temps, ils passent quelque temps ensemble à Berlin, mais en 2000, ils vivent à nouveau dans des villes différentes, l'un à Vienne, en Autriche, l'autre à Berlin, en Allemagne. S'ensuivent quelques travaux à côté des études pour des courts-métrages et des installations vidéo.
C'est alors qu'apparaît pour la première fois l'idée du « Mediengruppe Telekommander », avec pour objectif d'intégrer les artistes, concepts et techniques les plus divers. Après le succès de Frauen sind besser, ils décident de produire d'autres morceaux et de faire de Mediengruppe Telekommander un groupe live. Par la suite, ils travaillent en étroite collaboration avec le producteur Christian Harder, originaire de Ladbergen, et travaillant à Hambourg. Ella Hering s'occupe également de toute la conception graphique, tandis que les photos sont réalisées par l'ancien camarade de classe de Florian Zwietnig, Daniel Flaschar. En décembre 2002, le premier EP de cinq morceaux sort sur le label discographique indépendant Enduro (de Hambourg). Après des premiers concerts, le deuxième EP suit en septembre 2003. Durant cette période, ils se font connaître grâce à de nombreux téléchargements MP3 et à une vidéo sans budget, Kommanda, qui est présentée à un public plus large, notamment grâce à l'émission Fast Forward de VIVA.
En novembre 2003, ils commencent la production de leur premier album Die ganze Kraft einer Kultur, qui sort en mai 2004 chez Mute Records sous format CD, et chez Enduro en vinyle,,. Après un dernier concert au Palast der Republik de Berlin, Florian et Gerald prennent un congé sabbatique en 2005 pour travailler avec Moses Schneider et Ben Lauber ainsi qu'Andreas Herbig et Gerhard Potuznik (mix) sur leur nouvel album Näher am Menschen, qui sort le 5 mai 2006 chez Mute. La même année, le groupe participe à la Love Parade avec son propre char, en compagnie de Deichkind. En janvier 2009, le single Endlosrille sort, et en juin 2009, le single Einer muss in Führung gehen. Cette même année, ils jouent à Heidelberg.
Au tournant de l'année 2011-2012, le groupe se sépare. En août 2011, le dernier album Die Elite der Nächstenliebe sort. Le 29 octobre 2011, ils donnent un concert d'adieu à Hambourg, le 5 novembre dans le cadre du festival Große n8musi à Salzbourg. Le concert d'adieu en Autriche a lieu le 21 janvier 2012 à Vienne lors de la fête d'anniversaire de FM4. Le dernier concert est donné le 3 février 2012 à la Festsaal Kreuzberg à Berlin.
Le 8 septembre 2024, l'album Ich mach auch was mit KI, baptisé en accord avec l'esprit du temps, sort. L'album contient huit remixes modernes de chansons connues. 

## Membres
- Florian Zwietnig, né en 1974, né à Munich, a grandi à Germering près de Munich et a ensuite étudié la psychologie. Au début des années 1990, il joue dans le groupe d'avant-garde Projekt Paul de Germering avec Peter Brugger du groupe de rock Sportfreunde Stiller. Jusqu'à fin 2002, il travaille encore comme concepteur et conseiller en ergonomie dans une agence web. Sur le plan musical, il est responsable de la guitare et du chant du duo.

- Gerald Mandl, né en Autriche, a grandi à Hallein, dans le land de Salzbourg. Après avoir abandonné des études de communication et de littérature, il suit le cursus de l'Institut électroacoustique de Vienne. Il joue de la basse électrique et chante.

## Discographie
- 2001 : Frauen sind besser (erster Track)
- 2002 : Erste EP
- 2003 : Zweite EP
- 2004 : Die ganze Kraft einer Kultur (album)
- 2004 : Bis zum Erbrechen schreien (single) (vinyle)
- 2006 : Sprengkörper (single)
- 2006 : Näher am Menschen
- 2006 : Mediengruppe Telekommander – Live in München am 23. April 2006 (Bavarian Open Sessions)
- 2009 : Endlosrille (single)
- 2009 : Einer muss in Führung gehen (single)
- 2009 : Einer muss in Führung gehen (album)
- 2011 : Deine Schule (single)
- 2011 : Die Elite der Nächstenliebe (album)
- 2011 : Billig (single)
- 2024 : Ich mach auch was mit KI (album)